# ヒルシュベルク・アン・デア・ベルクシュトラーセ
ヒルシュベルク・アン・デア・ベルクシュトラーセ (ドイツ語: Hirschberg an der Bergstraße) はドイツ連邦共和国バーデン＝ヴュルテンベルク州ライン＝ネッカー郡に属す町村（以下、本項では便宜上「町」と記述する）。この町は、総人口240万人の人口集中地域ライン＝ネッカー大都市圏に含まれる。
現在の自治体は、それまで独立した自治体であったグロースザクセンとロイタースハウゼンが1975年に合併して成立した。どちらの地区も長い間プファルツ選帝侯領に属した村であった。

## 地理

### 位置
ヒルシュベルクはライン＝ネッカー北部、ヘッセン州との州境から遠くない場所に位置する。直接境を接するのは、北がホーエンザクセン、東がリッペンヴァイアー、いずれも大規模郡都市ヴァインハイムの市区である。南にはシュリースハイム、西にはヘッデスハイムが隣接する。最寄りの大都市は、ハイデルベルクが南12kmに、マンハイムが西16kmに位置している。

### 自治体の構成
自治体としてのヒルシュベルク・アン・デア・ベルクシュトラーセは、かつては独立した自治体であったグロースザクセン地区とロイタースハウゼン地区からなる。旧自治体グロースザクセンには、グロースザクセンの他、ホイザー・アム・ロイタースハウゼナー・ヴェグ、ベルツブッケル、コールバッハが含まれていた。旧自治体ロイタースハウゼン・アン・デア・ベルクシュトラーセは同名の集落だけからなっていた。
旧自治体グロースザクセン地区内には廃村のマールバッハが含まれる。

### 地質と自然環境
町域は、オーバーライン地溝帯外縁部のオーデンヴァルト西側の突出部沿い、ベルクシュトラーセ沿いの標高100mから455mに位置する。グロースザクセンはアプフェルバッハ川の渓谷の出口にあたる。この川は住宅地では暗渠となって西に向かって流れる。
連邦道B3号線の東側はネッカータール＝オーデンヴァルト自然公園の一部である。自然公園内の未開墾の土地は、ほぼ全域がベルクシュトラーセ北景観保護区に属している。ここは、ライン地溝帯からオーデンヴァルトへの移行部にあたる人気の保養地であり、1997年に保護区に指定された。
町域の面積は1,235ha強である。その23.8%が住宅・交通用地（市街地）、42.1%が農業用地、33.1%が森林である。

### 気候
バーデンのベルクシュトラーセの気候は、年中とても穏やかである。この条件はヒルシュベルクに収穫豊かな農業（果樹、ブドウ、タバコ）をもたらす。最寄りの気象観測所があるハイデルベルクの1971年から2000年の平均気温は11.1℃、平均年間降水量は745mmであった。最も暖かいのは7月で平均気温は20.1℃、最も寒い1月の平均気温は2.5℃であった。盛夏には30℃を超える日も珍しくない。降水の多くは7月に降り、2月が最も乾燥している。
| 1971年から2000年までのハイデルベルクにおける月別平均気温と降水量 \| \| 1月 \| 2月 \| 3月 \| 4月 \| 5月 \| 6月 \| 7月 \| 8月 \| 9月 \| 10月 \| 11月 \| 12月 \| \| \| \| 気温 (°C) \| 2.5 \| 3.6 \| 7.3 \| 10.5 \| 15.2 \| 17.8 \| 20.1 \| 19.8 \| 15.9 \| 11.1 \| 6.0 \| 3.6 \| 年間平均気温 \| 11.1 \| \| 降水量 (mm) \| 48 \| 44 \| 53 \| 49 \| 77 \| 79 \| 81 \| 56 \| 64 \| 64 \| 68 \| 63 \| 年間降水量 \| 745 \| |     |     |     |      |      |      |      |      |      |      |      |      |              |      |
| | 1月 | 2月 | 3月 | 4月  | 5月  | 6月  | 7月  | 8月  | 9月  | 10月 | 11月 | 12月 |              |      |
| 気温 (°C) | 2.5 | 3.6 | 7.3 | 10.5 | 15.2 | 17.8 | 20.1 | 19.8 | 15.9 | 11.1 | 6.0  | 3.6  | 年間平均気温 | 11.1 |
| 降水量 (mm) | 48  | 44  | 53  | 49   | 77   | 79   | 81   | 56   | 64   | 64   | 68   | 63   | 年間降水量   | 745  |

## 歴史

### 地名
ザクセンハイム(Sachsenheim)の名前は、現在のホーエンザクセンの辺りに定住していたSahst族あるいはSachso族とよばれる人々に由来する。ロイタースハウゼン(Leutershauzen) は元々Husunという名前であった。これは「家のある場所」の意味である。Liutharが寄贈したことを承けてLiuthereshusenと呼ばれるようになり、Leithershusen、Leuttershausenと変遷していった。ヒルシュベルクは新しい地名で、かつてこの地にあった貴族ヒルシュベルク家に由来する。

### 前史時代

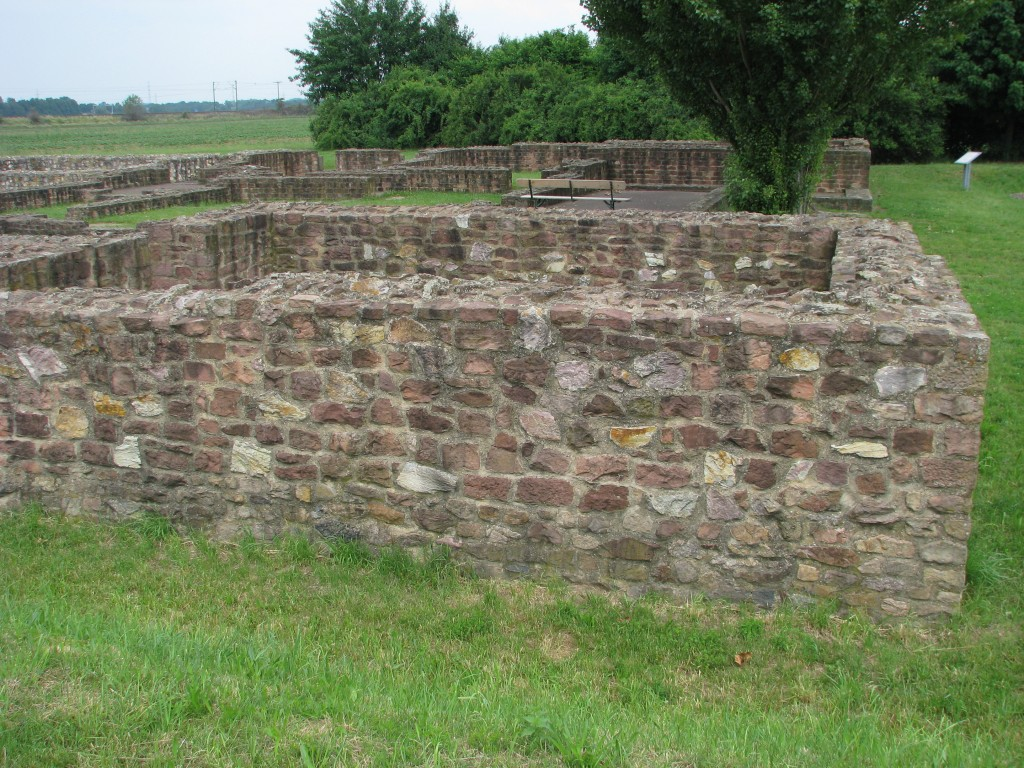
ヒルシュベルクのヴィラ・ルスティカ

グロースザクセンで最も古い遺跡は、ケルト人がこの地に住んでいたラ・テーヌ時代（紀元前500年頃）であった。ローマ帝国統治時代には、ハイデルベルクからCivitas Ulpia Sueborum Nicrensiumの主邑であるLopodunum (現在のラーデンブルク)、グロースハウゼンを通り、マイン川やタウヌス川に至る軍事・通商道路（ローマ街道）が通っていた。アプフェルバッハ川沿いにはローマ人の別荘(Villa Rustica)が設けられていた。後の民族移動時代にはアレマン人やフランク人が住み着いた。グロースザクセンの北部ではメロヴィング朝時代の列状集合墓が発掘されている。

### 最初の記録
779年にSahsenheimはロルシュ文書に初めて記録された。これは、リュッツェルザクセン、ホーエンザクセン、グロースザクセンの3つ集落を併せた呼称であったと考えられている。語尾の –heimは、フランク人が支配した時代に設けられた集落であることを示している。ザクセンハイムの3つの集落の厳密な区分は、次の時代になるまで文献上では見られていない。877年になって初めて、Sahsenheim minor（リュッツェルザクセン）、Sahsenheim superior（ホーエンザクセン）、Sahsenheim major（グロースザクセン）の区分が見られるようになった（リュッツェルザクセンとホーエンザクセンは、現在ヴァインハイムの市区となっている）。
ロイタースハウゼンは877年にHusaとして初めて記録された。この記録には貴族のLiutharが所領をロルシュ修道院に寄進したことが記されている。897年の文書にはLiuthereshusenの記述が見られる。ザクセンの集落に比べ、おそくできた集落ということもあり、当時はより小さな集落であった。10世紀にロイタースハウゼンにロルシュ修道院の行政機関が設けられた。この役所はロイタースハウゼン自体の他、リュッツェルザクセン、ホーエンザクセン、グロースザクセンおよびヘーゲを管轄した。ロルシュ修道院の領主権は、12世紀の終わりにはライン宮中伯のレーエンとしてマルクヴァート・フォン・アンヴァイラーのものとなっていた。このレーエンに対する支配権は、皇帝ハインリヒ6世に一旦渡ったが、その死後にライン宮中伯に戻された。13世紀にレーエン領主が断絶したため、グロースザクセンはプファルツ選帝侯の直轄地に組み込まれた。

### ヒルシュベルク家

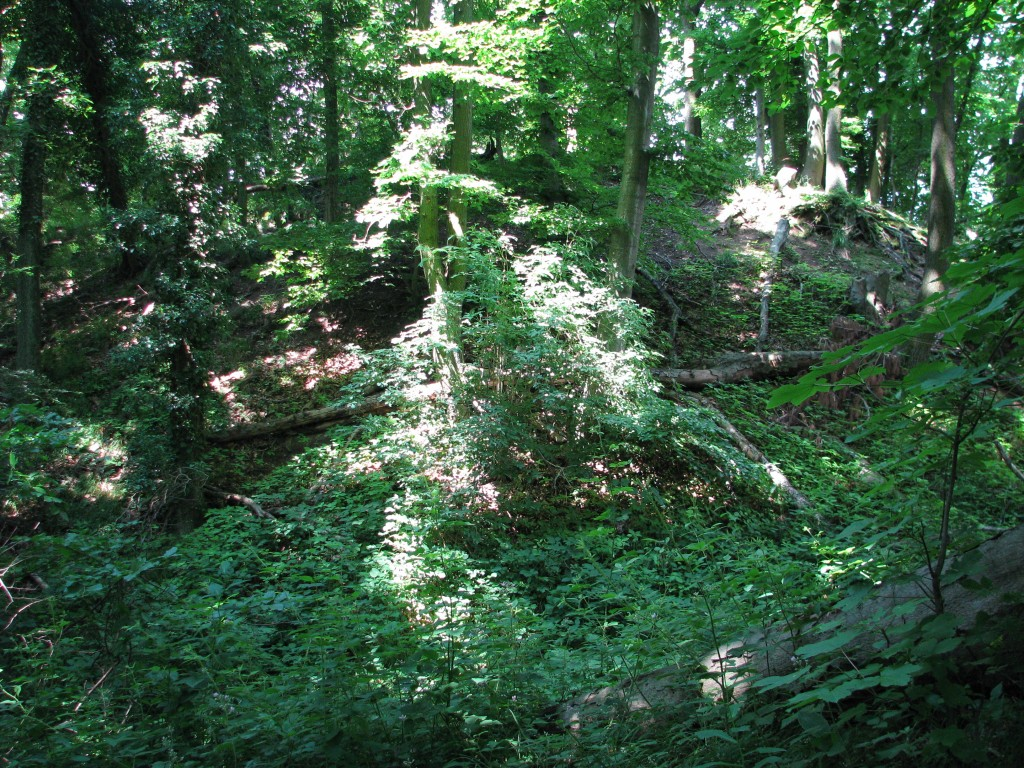
ケプフレ砦跡

1142年、自由貴族のヒルシュベルク家について初めて記録されている。この貴族家はロイタースハウゼンの高台にある城を本拠地としていた。そこには現在、森の中に2つの城のわずかな痕跡が遺されている。ケプフレ砦とヒルシュブルク城である。発見された陶片の記述によれば、ケプフレ砦がヒルシュベルク家の本来の城であり、ヒルシュブルク城は後にシュトラーレンベルク家となる分家筋が建設したものであった。この分家は13世紀にシュリースハイム近郊の新しい所領にシュトラーレンブルク城を築いて移り住んだ。空いたヒルシュブルク城は13世紀にライン宮中伯のミニステリアーレを務めたヒルシュベルク家に与えられた。彼らは、「フォン・ヒルシュベルク」と名乗り、レーエンの代官としてロイタースハウゼンの土地と領主の権利を1611年に断絶するまで保持し続けた。

### 中世から近代
1369年からグロースザクセンは、プファルツ選帝侯領の裁判区エプフェルバッヒャー・ツェントの本部所在地となった。この裁判区にはロイタースハウゼンも含まれたが、1475年以後はシュリースハイムの管轄に移された。
1611年にヒルシュベルク家が断絶するとロイタースハウゼンを含むレーエンはプファルツ選帝侯に返納された。三十年戦争とプファルツ継承戦争でグロースザクセンもロイターハウゼンも被害を受けた。三十年戦争の間にこのレーエンはバイエルン選帝侯のものとなり、その領主権は1700年頃にヴィース伯に落ち着くまでは、様々貴族の間を転々とした。ヴィザー伯は1716年までには城館を築いた。この城は現在でもこの家の私邸である。
帝国代表者会議主要決議に基づき、この町を含むライン川右岸全域は1803年にバーデン領となり、アムト・ヴァインハイムに編入された。1849年の革命の際には、グロースザクセン近郊で革命軍とプロイセン軍の戦闘が行われた。1892年、ロイタースハウゼンに水道が敷設され、1912年には電力網も整備された。
政治的には1871年には自由党が最も有力な政党であった。ヴァイマル共和政時代には、ロイタースハウゼンでは中央党が、グロースザクセンではドイツ国民党が最有力政党となった。1933年の選挙では、NSDAPがそれぞれの地域で46%と55%の票を獲得した。
1964年に州当局は、ロイタースハウゼンの公式な町名を「ロイタースハウゼン・アン・デア・ベルクシュトラーセ」とする誓願を許可した。バーデン＝ヴュルテンベルク州の市町村再編の枠組みに従って、1975年1月1日にグロースザクセンとロイタースハウゼンは合併し、ヒルシュベルク・アン・デア・ベルクシュトラーセが成立した。

### 宗教
ロイタースハウゼンとグロースザクセンは中世においてはホーエンザクセン司祭区に属した。ロイタースハウゼンに独立した司祭区が設けられ、グロースザクセンのアプフェルバッハ川から南の一部がその管轄下に置かれた。北部はホーエンザクセンの管轄下に残された。1556年に選帝侯オットハインリヒが宗教改革を行い、その後のプファルツ選帝侯家の信仰の変遷をすべて体験することとなった。18世紀には改革派教会の信者が多数であった。グロースザクセンには、20%程度のカトリック教会信者がいた。19世紀にはこの比率が変化し、1807年にはすでにカトリック信者は、ほぼ40％で力のある少数派となっていた。第二次世界大戦後には難民や旧ドイツ領の東プロイセンやシレジア、チェコ領であったズデーテン地方などから放逐民の受け容れによりこの比率は大きく動き、1961年にはグロースザクセンでは1/3、ロイタースハウゼンでは51%がカトリックの信者であった。現在、両地区は両宗派それぞれの同じ教区に含まれている。プロテスタント教会はバーデン地方教会ラーデンブルク＝ヴァインハイム教会管区に、カトリック教会はフライブルク大司教区ハイデルベルク＝ヴァインハイム首席司祭区に属す。
グロースハウゼンとロイタースハウゼンには16世紀に初めてユダヤ人の記録があり、17世紀末に再び記録されている。ユダヤ人が最も多かったのは、グロースザクセンでは1807年の47人、シナゴーグが設けられていたロイタースハウゼンでは1864年の165人であった。その後都市部への移住が起こり、1930年にグロースザクセンのユダヤ人組織は解体された。1933年には55人のユダヤ人が残っていたが、国家社会主義者の迫害により亡命したり都市部へ逃れたりした。その後少なくとも10人が連行され、殺害された。

### 人口推移
17世紀に戦争のために減少した人口は、19世紀半ばまで大きく増加していった。工業化が始まるとマンハイムへの人口流出による人口減少があったが、その後人口は再び増加した。第二次世界大戦後、この町は多くの疎開者や難民を受け容れ、1950年までに人口は戦前の60%以上も増加した。1956年まで軽い減少傾向にあったが、モータリゼーションの普及に伴い、職場のある周辺の都市部へヒルシュベルクから通勤することが可能になると、通勤労働者らにより人口は再び増加した。
| 年                 | 1852  | 1871  | 1880  | 1890  | 1900  | 1910  | 1925  | 1933  | 1939  | 1950  | 1956  | 1961  | 1970  | 1974  | 2010  |
| ------------------ | ----- | ----- | ----- | ----- | ----- | ----- | ----- | ----- | ----- | ----- | ----- | ----- | ----- | ----- | ----- |
| グロースザクセン   | 1,111 | 1,111 | 1,164 | 1,190 | 1,200 | 1,213 | 1,304 | 1,262 | 1,280 | 2,043 | 1,998 | 2,296 | 2,662 | 3,177 | 3,398 |
| ロイタースハウゼン | 1,379 | 1,411 | 1,576 | 1,544 | 1,720 | 1,829 | 2,023 | 2,152 | 2,169 | 3,387 | 3,380 | 3,652 | 5,148 | 5,179 | 6,141 |

## 行政

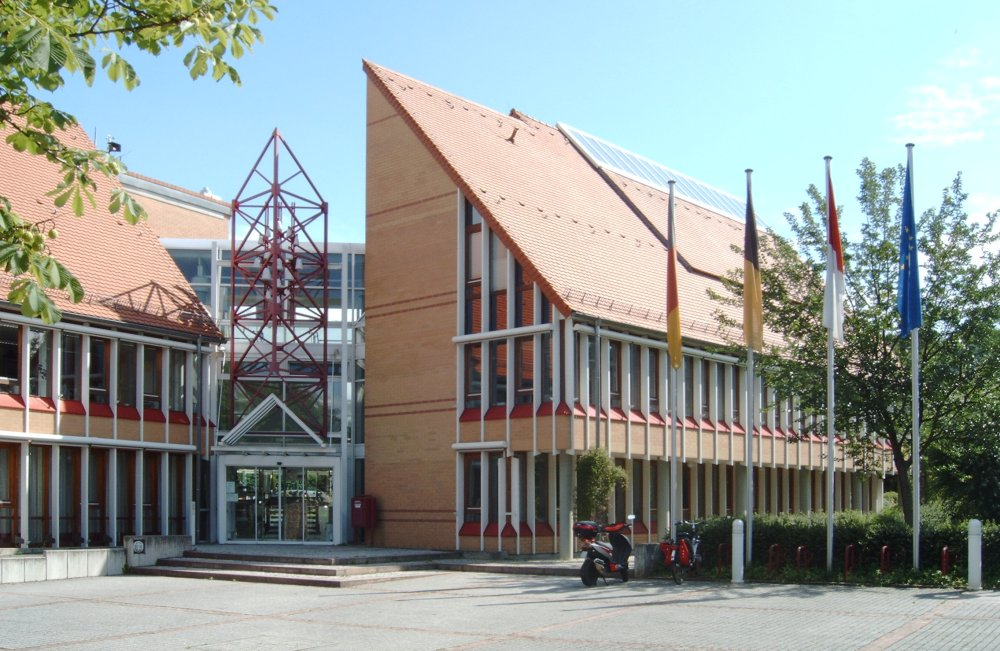
1993年建造のヒルシュベルクの町役場。鐘はマイセンの磁器でできており、1日3回鳴らされる。

### 議会
議会は、5年ごとの直接選挙で選出される20人の議員からなる。これに首長が議長として加わる。バーデン＝ヴュルテンベルク州の地方選挙法に基づき、投票は累積式、異党派連記方式で行われる。

### 首長
首長は8年ごとの直接選挙で選出される。町が成立した1975年から2007年までヴェルナー・エルドルフが首長を務めた。2007年4月から彼の後任としてマヌエル・ユストがこの職に就任した。ユストは2018年6月の選挙で隣街のヴァインベルクの上級市長に選出されたが、選挙訴訟のために就任したのは2019年5月になってからであり、それまでヒルシュベルクの町長にとどまっていた。2019年8月の選挙でラルフ・ゲンシルトが新たな町長に選出された。

### 紋章

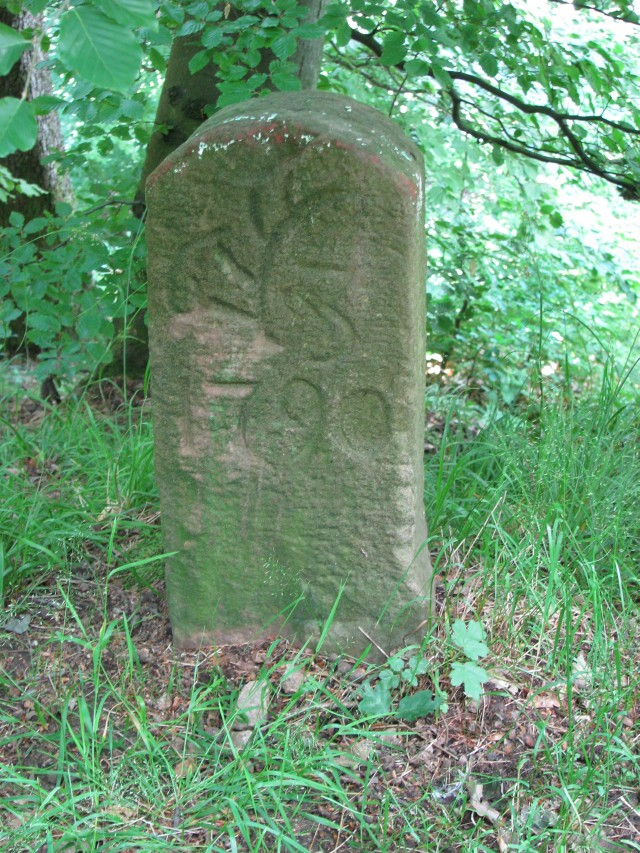
古い境界石。鹿の角の意匠が使われている

図柄: 銀地と赤字に左右二分割。向かって左は中央部に青い波帯があり、その上部には緑の軸がついた赤いリンゴ、下部には黒い記号（牡牛座の星座記号）。向かって右は、直立した5つの先端を持つ右の鹿の角。この紋章は1977年に認可されたものであるが、それ以前の両地区が独立した自治体の頃の紋章に基づいている。向かって右側は、グロースザクセンのマークの上にアプフェルバッハ川（Apfel=リンゴ、Bach=小川）を描いている。5つの先端を持つ鹿の角は、ロイタースハウゼンの高台にある城を本拠地としたヒルシュベルク家の紋章に由来する。旗は赤 – 白である。

### 友好都市
- Brignais（フランス、ローヌ県）1986年
- Schweighouse（フランス、オー＝ラン県）1986年
- ニーデラウ（ドイツ、ザクセン州）1991年

## 文化と見所

### 建築
ローマ時代の別荘農場（ヴィラ・ルスティカ）の遺跡は1984年から1987年に州の文化財局によって発掘された。浴場跡は破壊されたが、多くの部屋からなる本館とその前の池の跡が保存され、一般に公開されている。これに加え、多くの貨幣、ヘアピン、ゲームの駒、サイコロ、刃物のグリップや宝石のリングなどが発掘されている。

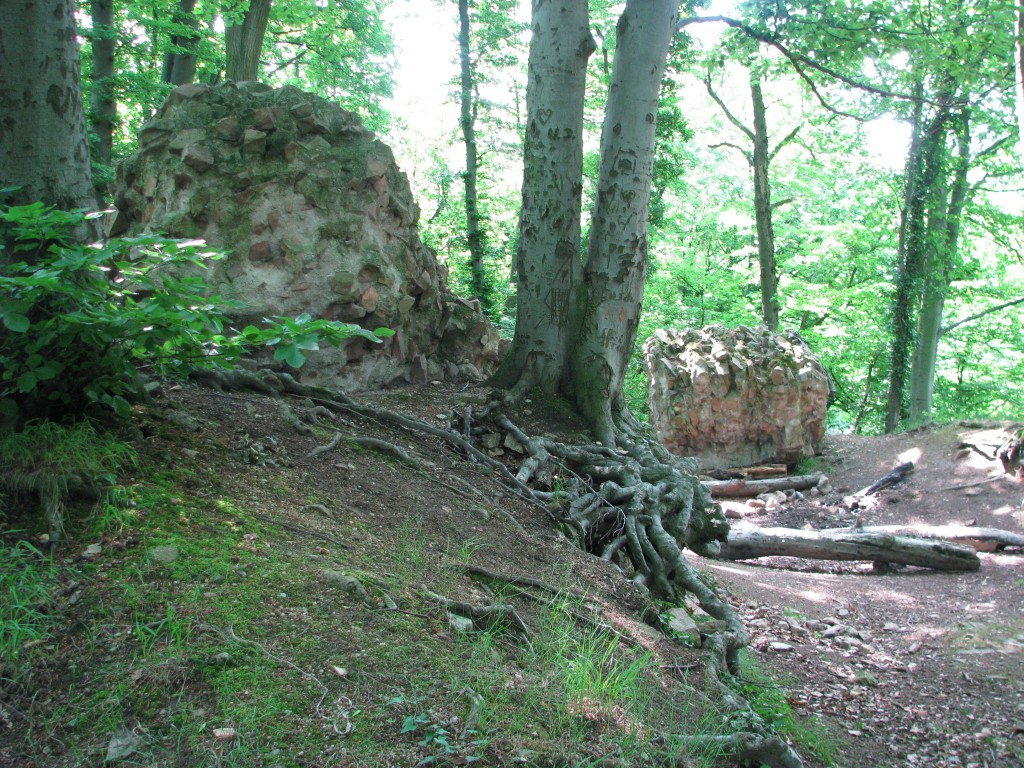
ヒルシュブルク城趾

ケプフレ砦跡は、ロイタースハウゼンの南東にあるホーエン・ヴァイトの400mの高さの尾根にある。平坦にならした土地に人工的な盛り土があり、リング状の壁で囲まれている。ケプフレ砦跡から谷間の道を北西に500mほど行くとヒルシュブルク城址がある。この城は高さ300mの丘陵の突出部上に位置する。平坦にならした土地に花崗岩の切石で造られた円形のベルクフリート（主塔）の跡が遺されている。

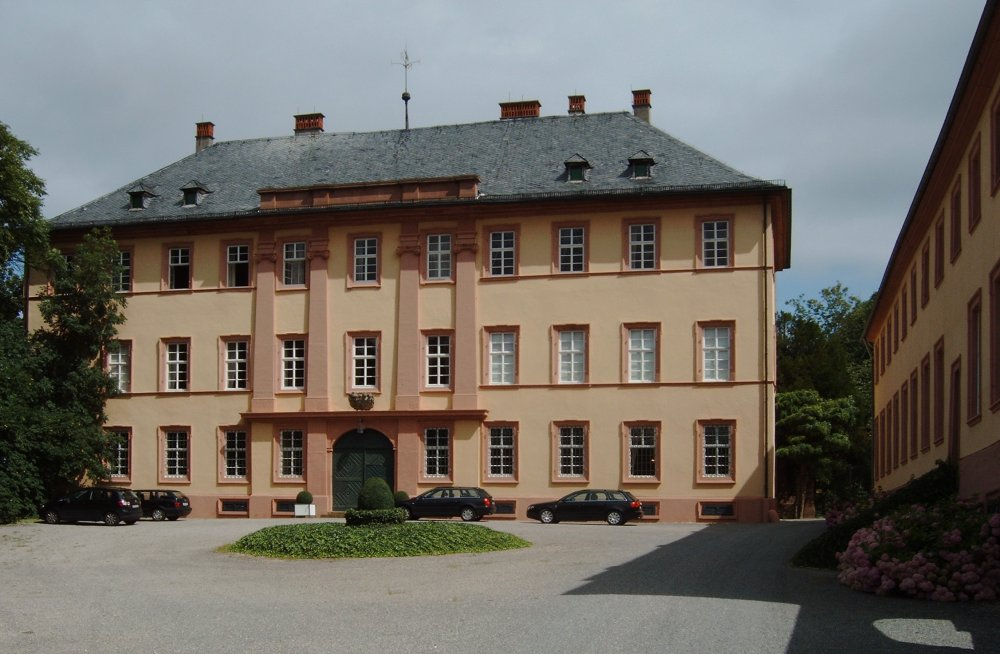
ヴィザー伯の城館

ヴィザー伯の城館は、1710年から1716年にヨハン・ヤーコプ・リッシャーにより建設された。ファサードは、ルネッサンスからバロックへの移行期の北イタリア様式で造られている。1730年には城館庭園が完成した。この庭園にはギリシア神話の神、四季、天使やプファルツ選帝侯家の人々を象った11体の像が置かれている。これに附属建築物の十分の一税倉庫、納屋、オランジュリ、黒い聖母を収めるロレート礼拝堂が建築上のアンサンブルを形作っている。この城は1989年に保護文化財に指定された。
カトリックの巡礼教会である洗礼者聖ヨハネ教会堂は1905年から1907年にネオゴシック様式でロイタースハウゼンに建てられた。フランツ・ハウシュによって創られた主祭壇および脇祭壇は、木彫作品として重要なものである。以前は、ロレート礼拝堂の近くにカトリック教会があった。この古い教会から聖体顕示台や1760年の聖遺物の十字架、黒い聖母が移された。巡礼は1742年にロレート礼拝堂が聖別されてから行われるようになった。
聖書の内容を象った庭園をもつロイタースハウゼンのプロテスタント教会は、町の高台に位置する。教会の塔は14世紀の前半に建てられたものである。ファサードに掲げられた2つのヒルシュベルク家の紋章が建設者を思い起こさせる。尖った角錐形の屋根は1811年に設けられた。4階建ての長堂はラバリアッティの設計に基づき1783年までに建てられた。多角形の内陣は1898年の建築である。
グロースザクセンのプロテスタント教会は、同じ場所に1496年に建てられた礼拝堂に遡る。現在の建物は1760年から1762年に建設されたもので、18世紀のプロテスタント教会に典型的な翼廊付き教会建築である。特徴的な擬宝珠型の屋根を持つバロック様式の塔は、グロースザクセンの象徴的建造物である。
カトリックのキリスト＝ケーニヒ教会は、グロースザクセンの新興住宅地がある高台に1965年に建てられた打ちっ放しコンクリートの建造物である。本堂と離れた円形の塔は頂上に十字架を戴く高さ30mの塔である。1980年に5つの鐘が取り付けられ、プロテスタント教会の鐘の響きと調和するようになった。教会ホールは放物線で構成される平面図を持ち、深い切り妻屋根で覆われている。
ロイターハウゼンのシナゴーグは、1867年から68年にシュリースハイム門沿いに建てられた。その後多くのユダヤ人家族が国家社会主義による迫害でロイタースハウゼンを離れ、シナゴーグは1938年5月にロイタースハウゼンの町の所有物となった。このため同年11月の排斥運動（水晶の夜）による破壊を免れた。1972年にシナゴーグは保護文化財に指定され、大がかりな修復の後、2001年から文化・スポーツ・イベントに利用されている。

### 年中行事
この町の大きな催し物としては、毎年7月のシュトラーセンフェスト（街道祭）、8月のガッセンケルヴェ（横町の教会祭）、9月のシュトルヒェンケルヴェ（コウノトリの教会祭）がある。

### スポーツ
1999年から9月にオーデンヴァルト・バイク・マラソンと題する自転車レースが行われている。
ロイタースハウゼンは、SGロイタースハウゼンのハンドボール男子チームの活躍で全国的に有名である。このクラブチームはハンドボールおよびフィールドハンドボールで、何度もドイツ・チャンピオンあるいは準チャンピオンになっている。

## 経済と社会資本

### 経済
ヒルシュベルクはベッドタウンである。労働人口の90%が周辺都市、特にヴァインハイムやマンハイムに職場を持ち、毎日通勤をしている。ヒルシュベルクには、鉄道やアウトバーンに沿って産業地区が設けられ、約1000人の職場がある。

### 交通

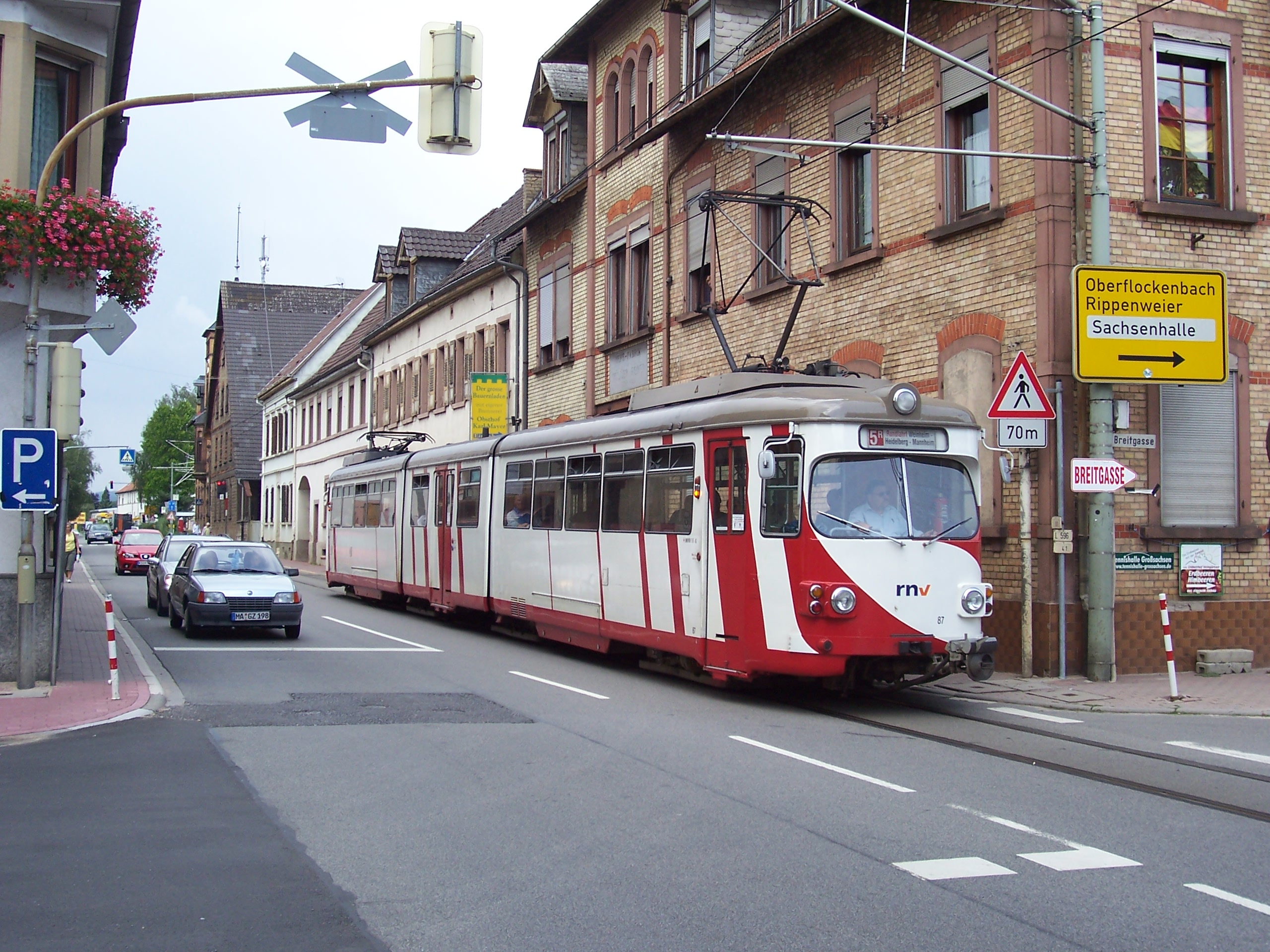
連邦道B3号線上を走るOEG

グロースザクセン、ロイタースハウゼンの両地区を貫いて連邦道B3号線がヴァインハイムからハイデルベルクへ通っている。これと平行に1960年代に造られた連邦アウトバーンA5号線が走っており、ヒルシュベルク・インターチェンジが設けられている。
マイン=ネッカー鉄道は町の外れを走っており、グロースザクセンとヘッデスハイムの中間に両者の名を採ったグロースザクセン＝ヘッデスハイム駅が設けられている。
B3号線沿い、一部はその路面上をオーバーライン鉄道(OEG)が通って、ベルクシュトラーセ沿いの周回コースでヴァインハイムとハイデルベルクおよびマンハイムを結んでいるバス路線は、ヴァインハイム、ヘッデスハイム、オーデンヴァルト行きがある。ヒルシュベルクはライン＝ネッカー交通連盟のサービス地域に含まれる。

### メディア
ヒルシュベルクの話題は、ライン＝ネッカー＝ツァイトゥング、ヴァインハイマー・ナハリヒテン、マンハイマー・モルゲンに掲載される。

### 教育
グロースザクセンには基礎課程学校がある。ロイタースハウゼンのマルティン＝シュテール＝シューレは、職業実科学校を併設した基礎課程・本課程の全日制の学校である。町は両地区に分館を持つ図書館を運営しており、ロイタースハウゼンにはカトリック教会が運営する図書館もある。バーデン・ベルクシュトラーセ市民大学はロイタースハウゼンに分校を有している。

## 引用
1. ↑  Statistisches Landesamt Baden-Württemberg – Bevölkerung nach Nationalität und Geschlecht am 31. Dezember 2023 (CSV-Datei)
2. ↑  Das Land Baden-Württemberg. Amtliche Beschreibung nach Kreisen und Gemeinden. Band V: Regierungsbezirk Karlsruhe Kohlhammer, Stuttgart 1976, ISBN 3-17-002542-2. S. 367–369
3. ↑  Landesanstalt für Umwelt, Messungen und Naturschutz Baden-Württemberg
4. ↑  Statististisches Landesamt Baden-Württemberg, Stand: 31. Dezember 2004
5. ↑  www.klimadiagramme.de
6. ↑  Rainer Kunze: Die Hirschberg-Waldecker und ihre Burgen. In: Mannheimer Geschichtsblätter Neue Folge Bd. 5/1998. Sigmaringen, ISBN 3-7995-0959-3, S. 9–32
7. ↑  Arbeitsgemeinschaft für die Erforschung der Geschichte der Juden im süddeutschen und angrenzenden Raum: Leuterhausen
8. ↑  Arbeitsgemeinschaft für die Erforschung der Geschichte der Juden im süddeutschen und angrenzenden Raum: Großsachsen
9. ↑  Arbeitskreis Ehemalige Synagoge Leutershausen
10. ↑  Kreisbeschreibung Bd. 3 S. 481/679: Einwohnerzahlen bis 1967
11. ↑  “Die Ära Just kann beginnen”. Rhein-Neckar-Zeitung. (2019年5月4日) 2019年11月4日閲覧。
12. ↑  “Knapper Sieg für Ralf Gänshirt”. Rhein-Neckar-Zeitung. (2019年8月4日) 2019年11月4日閲覧。
13. ↑  Herwig John, Gabriele Wüst: Wappenbuch Rhein-Neckar-Kreis. Ubstadt-Weiher 1996, ISBN 3-929366-27-4, S. 66
14. ↑  グロースザクセンのヴィラ・ルスティカ
15. ↑  www.hirschberg-journal.de
16. ↑  教区・巡礼教会　洗礼者聖ヨハネ教会
17. ↑  ロイタースハウゼンのプロテスタント教会
18. ↑  グロースザクセンのプロテスタント教会
19. ↑  南ドイツおよび境界地域のユダヤ人の歴史研究サークル
20. ↑  バーデン＝ヴュルテンベルク州統計局 2006年6月30日現在